# Lista chorążych reprezentacji Mołdawii na igrzyskach olimpijskich
Lista chorążych reprezentacji Mołdawii na igrzyskach olimpijskich – lista zawodników i zawodniczek reprezentacji Mołdawii, którzy podczas ceremonii otwarcia nowożytnych igrzysk olimpijskich nieśli flagę Mołdawii.

## Chronologiczna lista chorążych
| Lp. | Rok i miejsce        | Chorąży             | Dyscyplina                  |
| --- | -------------------- | ------------------- | --------------------------- |
| 1   | 1994, Lillehammer    | Vasily Gherghy      | Biathlon                    |
| 2   | 1996, Atlanta        | Vadim Vacarciuc     | Podnoszenie ciężarów        |
| 3   | 1998, Nagano         | Ion Bucșa           | Biegi narciarskie, Biathlon |
| 4   | 2000, Sydney         | Vadim Vacarciuc     | Podnoszenie ciężarów        |
| 5   | 2002, Salt Lake City | Ion Bucșa           | Biegi narciarskie, Biathlon |
| 6   | 2004, Ateny          | Oleg Moldovan       | Strzelectwo                 |
| 7   | 2006, Turyn          | Natalia Lewczenkowa | Biathlon                    |
| 8   | 2008, Pekin          | Nicolai Ceban       | Zapasy                      |
| 9   | 2010, Vancouver      | Victor Pînzaru      | Biegi narciarskie, Biathlon |
| 10  | 2012, Londyn         | Dan Olaru           | Łucznictwo                  |
| 11  | 2014, Soczi          | Victor Pînzaru      | Biegi narciarskie, Biathlon |
| 12  | 2016, Rio de Janeiro | Nicolai Ceban       | Zapasy                      |
| 13  | 2018, Pjongczang     | Nicolae Gaiduc      | Biegi narciarskie, Biathlon |
| 14  | 2020, Tokio          | Alexandra Mîrca     | Łucznictwo                  |
| 14  | 2020, Tokio          | Dan Olaru           | Łucznictwo                  |